# Onyxticka
Onyxticka (Antrodiella onychoides) är en svampart som först beskrevs av Egeland, och fick sitt nu gällande namn av Tuomo Niemelä 1982. Enligt Catalogue of Life ingår Onyxticka i släktet Antrodiella,  och familjen Phanerochaetaceae, men enligt Dyntaxa är tillhörigheten istället släktet Antrodiella,  och familjen Steccherinaceae. Arten är reproducerande i Sverige. Inga underarter finns listade i Catalogue of Life.